# Sul Baiano
Sul Baiano è una mesoregione dello Stato di Bahia in Brasile.

## Microregioni
È suddivisa in 3 microregioni:
- Ilhéus-Itabuna
- Porto Seguro
- Valença

| Controllo di autorità | VIAF (EN) 14150323689509971965 |